# Ouled Deide
Ouled Deide là một đô thị thuộc tỉnh Médéa, Algérie. Dân số thời điểm năm 2002 là 4.770 người.